# فک راس
فک راس (نام علمی: Ommatophoca rossii) نام یک گونه از تیره فک بی‌گوش است.